# Serge & Christine Ghisoland
Serge & Christine Ghisoland (ambos nacidos en 1946) es un dúo de Mouscron, Bélgica, conocidos por su participación en el Festival de la Canción de Eurovisión 1972.

## Festival de la Canción de Eurovisión 1972
En 1970, el entonces desconocido matrimonio tomó parte en las semifinales de la selección belga para elegir representante en el Festival de Eurovisión con dos canciones, "Lai lai lai" y "Nous serons toi et moi". Ambas se calificaron para la final, pero los Ghisolands decidieron retirar "Nous serons toi et moi", compitiendo con "Lai lai lai", que acabó cuarta.
En 1972 la pareja fue escogida para interpretar diez canciones de las que el público votó a la representante de Bélgica en Eurovisión. La vencedora fue "À la folie ou pas du tout" ("A lo loco, o no del todo"), que participó el 25 de marzo de 1972 en el Festival de Eurovisión celebrado en Edimburgo.  "À la folie ou pas du tout" acabó en 17º lugar de 18 países, solo por encima de Malta.